# Lepus flavigularis
La lepre dalla gola gialla o lepre di Tehuantepec (Lepus flavigularis Wagner, 1844) è un mammifero lagomorfo della famiglia dei Leporidi.

## Distribuzione
La specie è endemica dello stato messicano di Oaxaca, nell'ambito del quale occupa una ristretta zona prospiciente una laguna salata sita sul golfo di Tehuantepec, da cui deriva il nome comune. Il suo habitat naturale è rappresentato dalle aree di savana e dalle distese sabbiose punteggiate da cespugli ed aree erbose.

Pare che in passato la specie fosse diffusa lungo tutto il golfo, grossomodo nell'area compresa fra le città di Salina Cruz (Oaxaca) e Tonalá (Chiapas), per un areale totale di circa 5000 km².

## Descrizione

### Dimensioni
Misura circa 45 cm di lunghezza, per un peso che sfiora i 4 kg.

### Aspetto
Il pelo è di colore giallo-brunastro sul dorso, con tendenza ad ingrigirsi sul quarto posteriore: i vari peli sono variamente brizzolati di nero. La coda è nera, mentre i fianchi e la zona ventrale sono biancastri.

Caratteristica unica della specie sono le due strisce nere che partono dalle grosse orecchie, una per ognuna, scendendo lungo la nuca fino all'attaccatura delle spalle.

## Biologia
Si tratta di animali dalle abitudini solitarie e notturne: ciascun individuo delimita un proprio territorio che si estende per circa 50 ettari, ma del quale tuttavia frequenta in maggioranza la parte centrale per un totale di una decina di ettari al massimo, mentre le aree periferiche del territorio si sovrappongono abbondantemente coi territori di altri individui. Durante il giorno, gli animali si riposano stando accovacciati in depressioni del terreno, confondendosi alla perfezione con l'ambiente circostante grazie al mantello dai colori mimetici.

### Alimentazione
La specie è essenzialmente erbivora, nutrendosi per la maggior parte di erbe ed altro materiale vegetale: per integrare le proprie riserve idriche, capita che questi animali si nutrano del fico d'India, che è per l'appunto ricco d'acqua.

### Riproduzione
Generalmente la specie pare riprodursi durante tutto l'arco dell'anno, con un periodo di quiescenza durante il mese di gennaio ed un picco della natalità che si registra nel periodo compreso fra maggio e settembre: non si sa se le femmine partoriscano più volte l'anno, in ogni caso ciascuna cucciolata comprende una media di tre piccoli, che nascono dopo un mese circa di gestazione.